# Schmierläuse
Die Schmierläuse (Pseudococcidae), auch Wollläuse genannt, sind eine Familie der Schildläuse (Coccoidea). Ihre Trivialnamen erklären sich durch ihre oft wollige und bei Kontakt schmierende Behaarung.

## Merkmale
Die Familie der Schmierläuse umfasst etwa 1000 Arten, die sich unter anderem in der Länge der Schwanzfäden und der Art der Behaarung unterscheiden. Sie erreichen eine Körperlänge von einem bis zwölf Millimetern. Die Körpersegmentierung ist von oben stets sichtbar. Am Körperrand befindet sich ein Kranz Dornen. Die in Mitteleuropa am häufigsten anzutreffende Art ist die Zitrusschmierlaus (Planococcus citri). Seit einigen Jahren etabliert sich daneben auch die Langschwänzige Schmierlaus (Pseudococcus longispinus).

## Vorkommen
Schmierläuse kommen weltweit vor. Die Weibchen sind Phloemsauger und an praktisch allen Teilen der Pflanzen anzutreffen. Bei den meisten Arten leben die Weibchen stationär, nachdem sie sich auf der Wirtspflanze festgesaugt haben. Bei einigen Arten wie zum Beispiel bei denen der Gattung Phenacoccus bleiben sie mobil und wechseln zur Nahrungsaufnahme, zur Eiablage, zum Häuten und zum Überwintern den Ort. Einige, als Wurzelläuse bekannte Arten saugen nur an den Wurzeln der Wirtspflanzen, leben immer unterirdisch und sind deshalb nur schwer zu entdecken. Bei Topfpflanzen sind sie (beim Umtopfen) an den typischen weißen Schmierspuren auf den Topfinnenwänden zu erkennen.

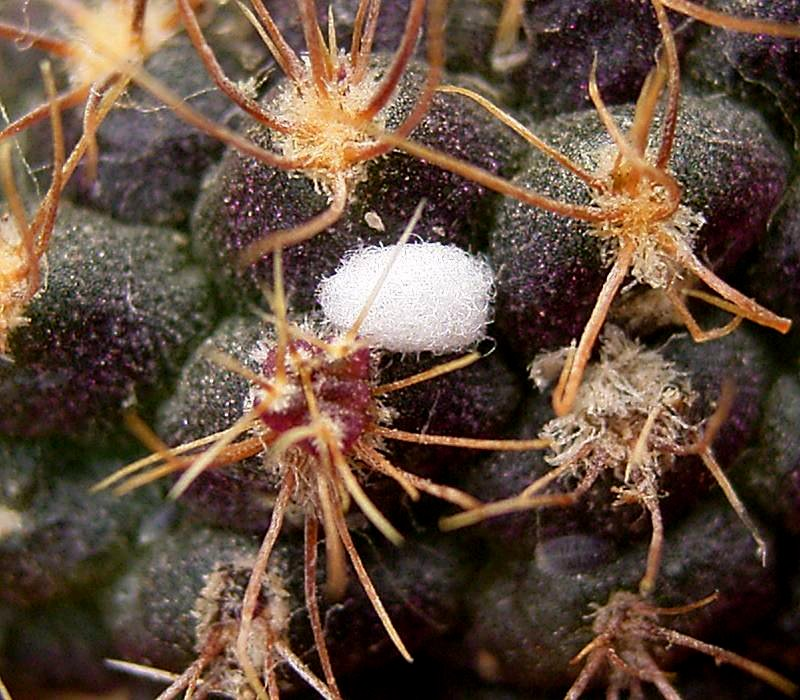
Kompakte, dichtwollige Art, vermutlich Pseudococcus adonidum auf einer Frailea
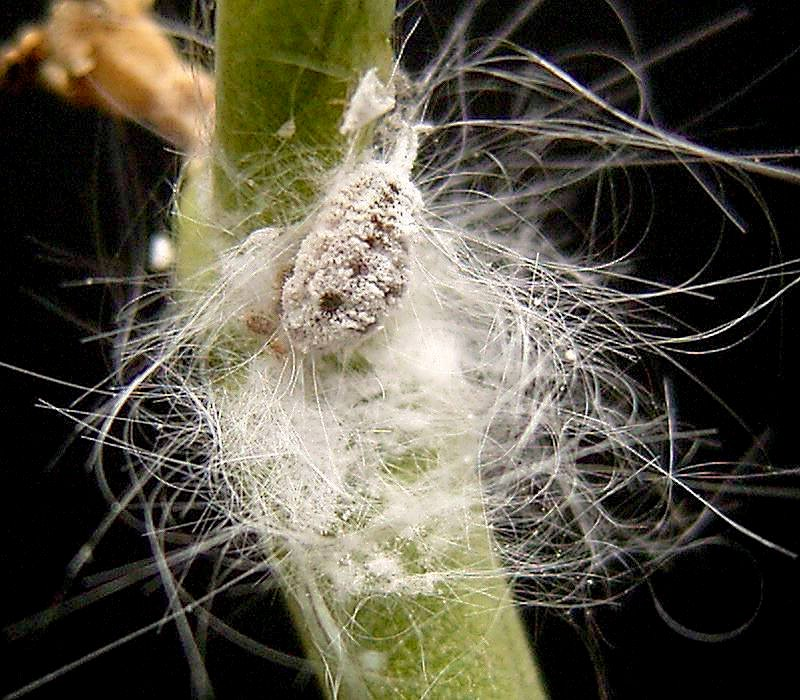
Sehr langhaarige Art auf einer Euphorbia
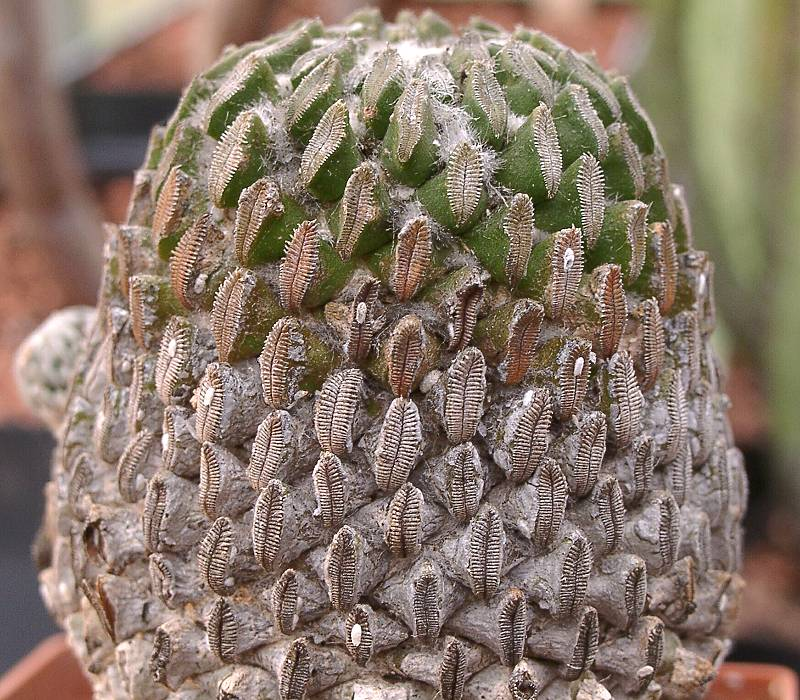
Sehr kleine, fast nackte Art auf Pelecyphora aselliformis
Typischer Befall auf Zimmerpflanzen (Bergpalme)
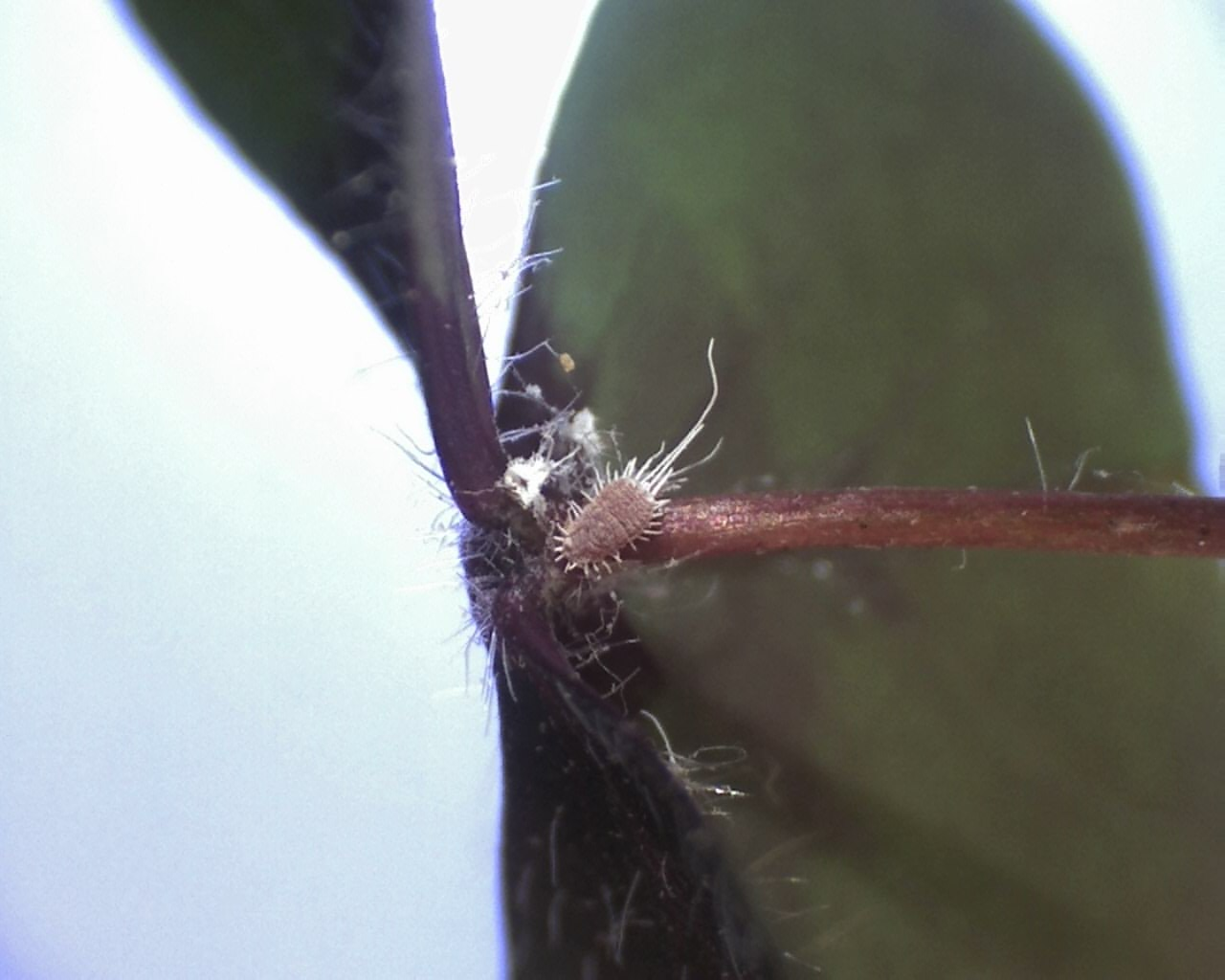
Schmierlaus ohne Wachshülle auf Klee
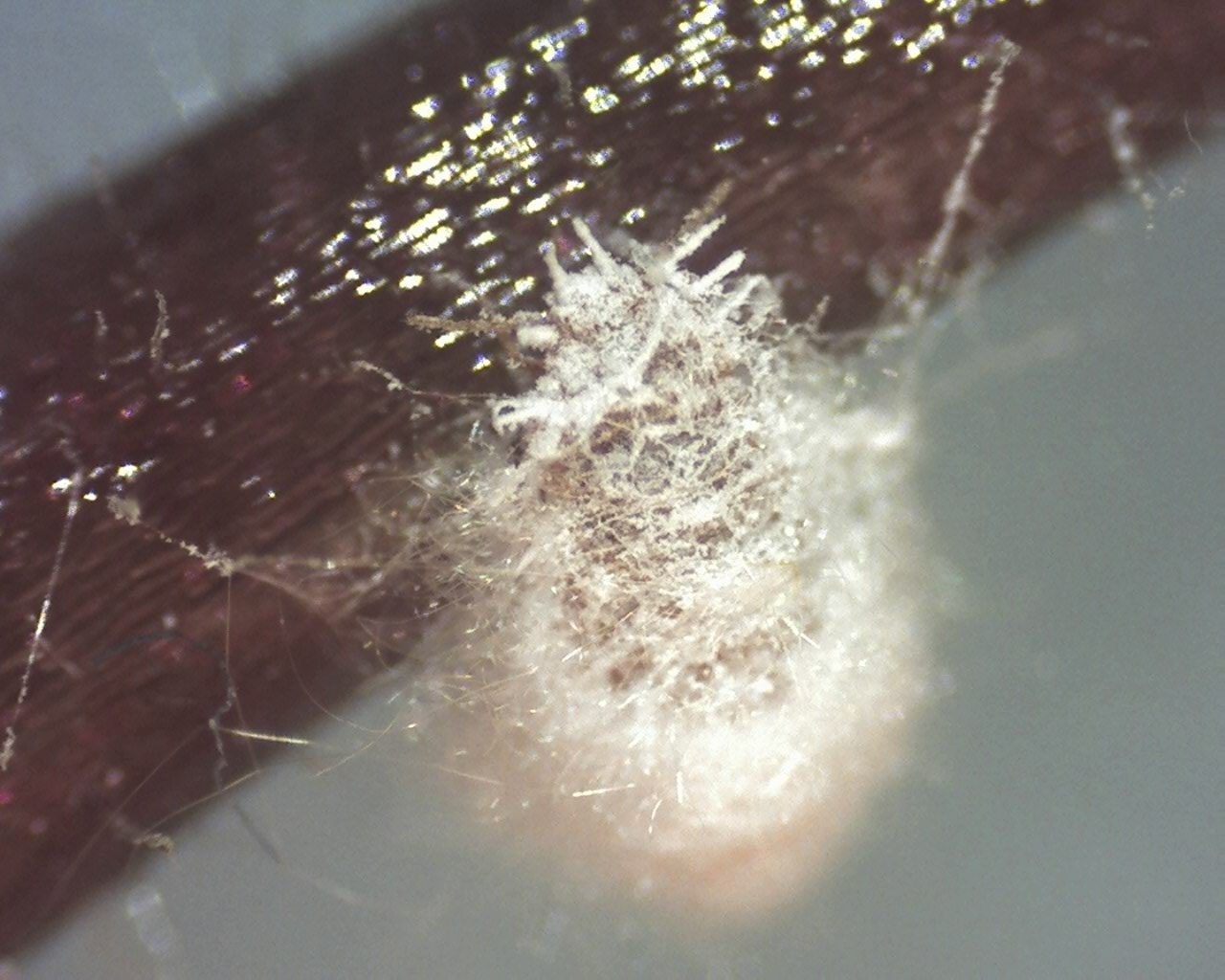
Schmierlaus mit Wachshülle am Stiel einer Zimmerpflanze

Einige Arten produzieren eine sehr dichte, aus Wachs bestehende Behaarung, die sie vor Feinden schützt und sie auch sehr niedrige Temperaturen von bis zu −40 °C überstehen lässt. Andere Arten, wie die unterirdisch lebenden Wurzelläuse sind fast nackt und nur mehlig behaucht. Die meisten Arten legen ihre Eier in einer schützenden (haarigen) Wachshülle ab. Die Eiablage erfolgt meist in der wärmeren Jahreszeit, wobei hunderte von Eiern gelegt werden. In einem Jahr entstehen so ein bis zwei, unter sehr günstigen Bedingungen wie z. B. in einem Gewächshaus auch bis zu acht Generationen.
Im Gegensatz zu den gepanzerten Schildläusen bevorzugen die meisten Schmierlaus-Arten eher krautige Pflanzen, in der Natur vor allem Gräser, Korbblütler und Hülsenfrüchtler. An Kultur- und Zierpflanzen werden häufig Zitruspflanzen, Zuckerrohr, Weinreben, Ananaspflanzen, Maniok, Orchideen, Kakteen und andere Sukkulenten befallen. Die Ananasschmierlaus (Dysmicoccus brevipes) und Dysmicoccus neobrevipes sind zwei der Hauptschädlinge an Ananaspflanzen. 

## Bekämpfung
Die schnellste und dauerhafteste Bekämpfung erfolgt bei Topfpflanzen, indem man die Schmierläuse (meist an der Blattunterseite) von Hand sorgfältig abstreift.
Zur biologischen Bekämpfung von Schmierläusen sind beispielsweise Marienkäfer, Florfliegen und Schlupfwespen geeignet. Die aus Australien stammende Marienkäferart Cryptolaemus montrouzieri wird speziell dafür gezüchtet und vermarktet. Man sollte dabei allerdings beachten, dass es sich hierbei um in Europa nicht ursprünglich heimische Arten handelt, welche u. U. eine ähnliche Problematik ergeben können wie der Asiatische Marienkäfer. Dieser wurde zur biologischen Schädlingsbekämpfung in Glashäusern eingeführt, woraus er entkam und sich nun in Europa als Neozoon stark ausbreitet.

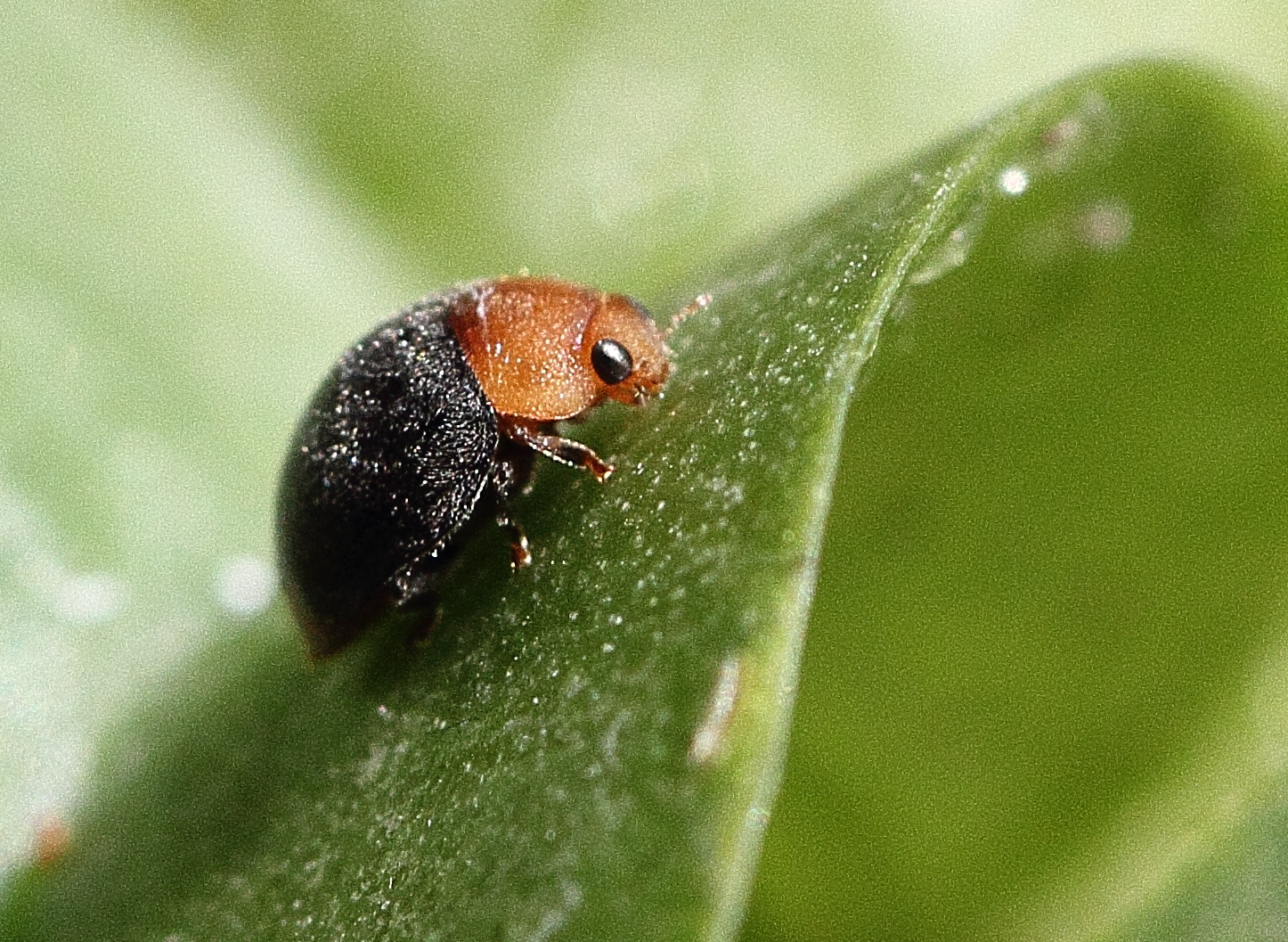
Australischer Marienkäfer

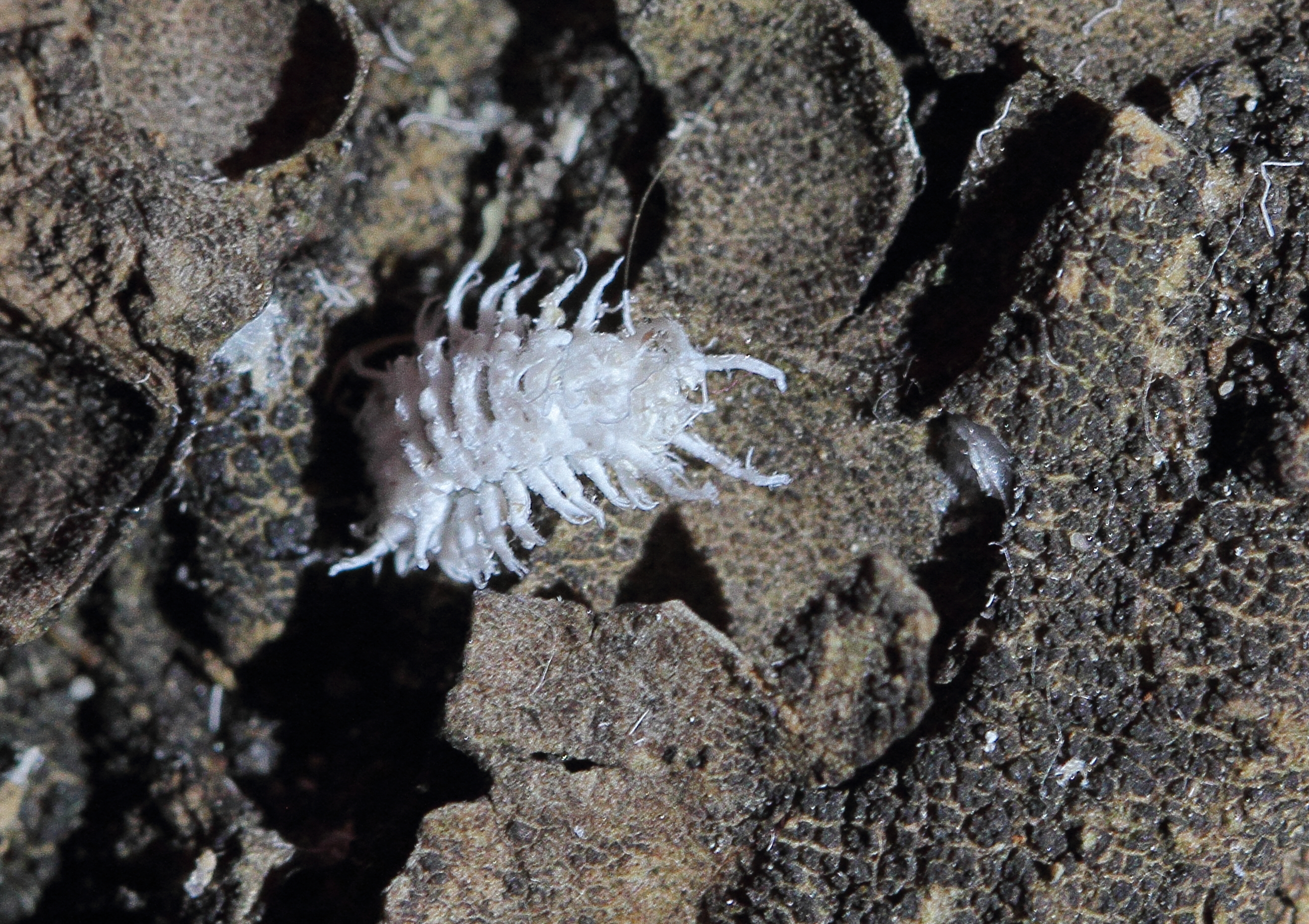
Die Larve des Australischen Marienkäfers vertilgt massenhaft Schmierläuse

Da die Eier der Läuse oftmals in der Erde liegen, sich die Schädlinge daher auch an den Pflanzenwurzeln befinden, ist bei Befall von Topfpflanzen das Verwerfen der Erde und das sorgfältige Abspülen der Wurzeln mit Wasser dringend erforderlich. Ob es hilft, die befallene Pflanze hinterher mit neuer Erde in einen neuen Topf zu versetzen, muss ausprobiert werden.
Bei Zimmerpflanzen kann eine Lösung aus zwölf Gramm Paraffinöl pro Liter Gießwasser verwendet werden. Die wässrige Lösung von etwa 1 % Schmierseife dient dabei nicht bloß der Vermischung der Substanzen, sondern löst auch den wasserabweisenden Wachspanzer der Tierchen an. Wässrige Lösungen zum Aufsprühen sind im Fachhandel erhältlich.
Brauchbare Bekämpfungsmaßnahme bei Befall von Kakteen ist das Besprühen mit reinem Brennspiritus: Der Brennspiritus durchdringt die Körperhülle der Wollläuse und tötet sie sehr schnell ab. Baldiges Umtopfen wird empfohlen.
Einige systemische Insektizide (Imidacloprid, Thiacloprid, Dimethoat) sind zur Bekämpfung von Schmier- und Wollläusen zugelassen, allerdings sollte dabei die Toxizität gegenüber Menschen und anderen „Nichtzielorganismen“ wie etwa Nützlingen bedacht werden.